# Limnos
Limnos (græsk: Λήμνος (oldgræsk: Λῆμνος, Lemnos)) er en græsk ø i den nordøstlige del af Ægæerhavet. Øen måler 478 km² og havde i 2021 16.500 indbyggere.
Øens geografi kendetegnes ved lave, runde vulkanske højdedrag, hvoraf den vestlige og sydlige del er et tørt og ufremkommeligt område uden træer og med stejle klippekyster. Øens centrale del er derimod grøn og har flade og frodige dale. Bugterne Pournias og Moudros danner grænse mellem den vestlige og østlige del.
Filoktetes blev bidt i foden af en giftslange og sat af på øen på vej til den trojanske krig, hvor han sad i 10 år indtil Odysseus og Diomedes kom og hentede ham, fordi krigen ikke kunne vindes uden hans hjælp.
Ved Pourniasbugten findes rester af den antikke by Hefaistia, navngivet efter ild- og smedeguden Hefaistos.
Grundet øens gunstige militærstrategiske beliggenhed ved indsejlingen til Dardanellerne huser øen talrige militære forlægninger, bl.a. en flybase.
Øens hovederhverv er landbrug med dyrkning af oliven, hvede og tobak samt bomuld og druer til vin og ouzo. Fiskeri og turisme er i vækst. Øens hovedby og bispesæde er havnebyen Mirina.
Administrativt hører øen under præfekturet på Lesbos.